# زینایدا تورچینا
زینایدا تورچینا (اوکراینی: Зінаїда Михайлiвна Турчина؛ زادهٔ ۱۷ مه ) بازیکن هندبال اهل اوکراین است.
وی در مسابقات کشوری و بین‌المللی در مجموع برندهٔ ۴ مدال طلا، ۲ مدال نقره، ۲ مدال برنز شده‌است.